# Кальтовка

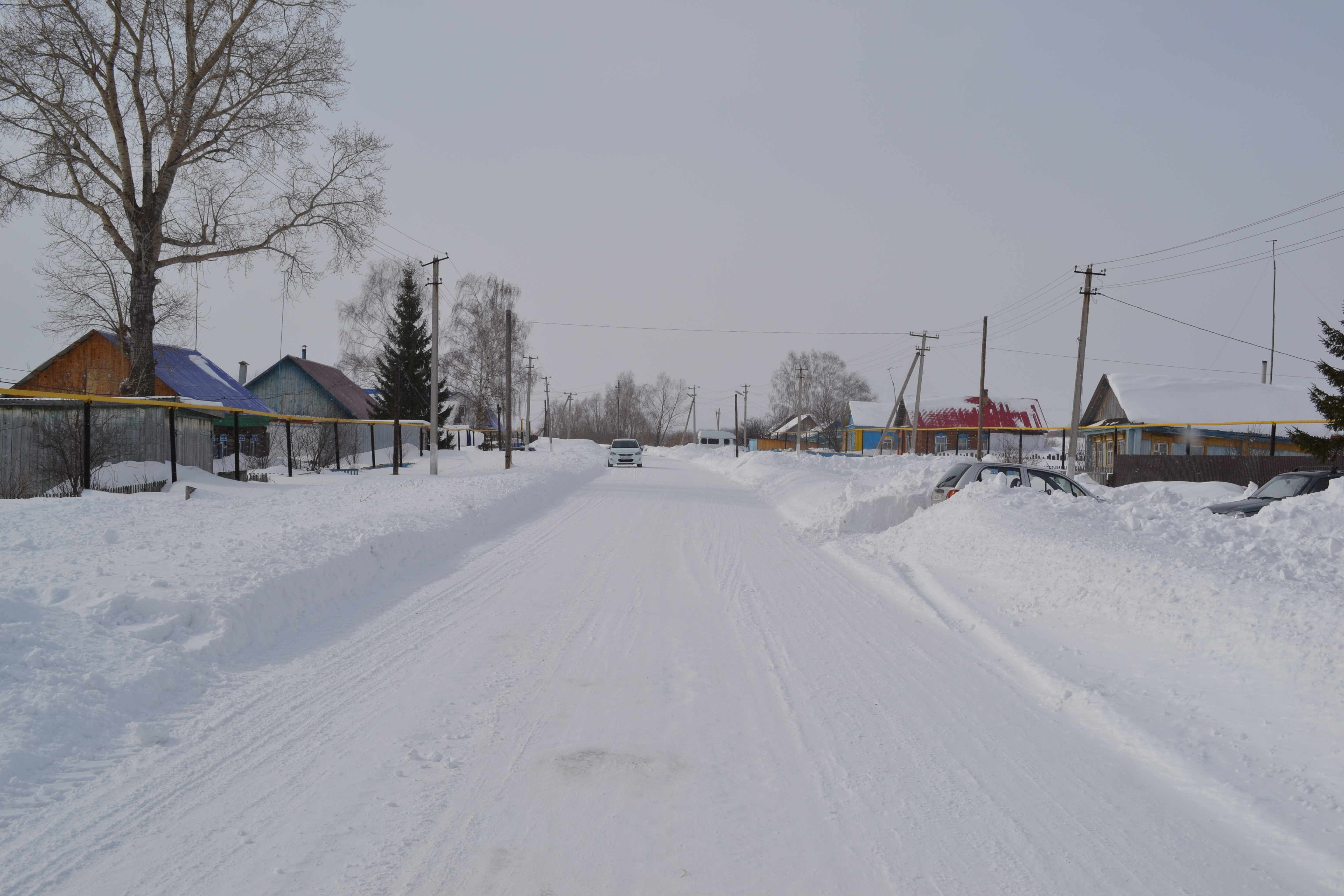
Центральная ул.

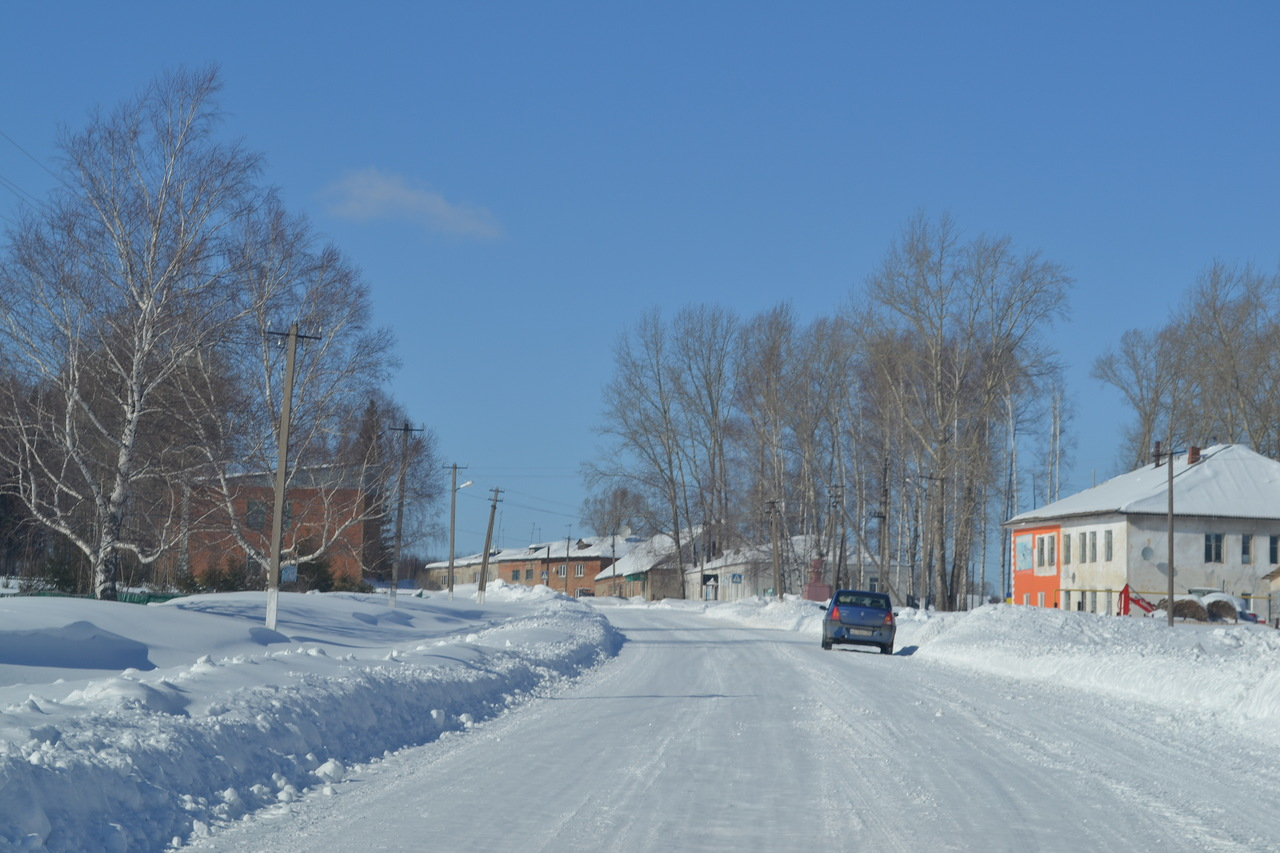
Парковая ул.

Кальтовка (баш. Кәлтә) — село в Иглинском районе Башкортостана, административный центр Кальтовского сельсовета.

## Географическое положение
Расстояние до:
- районного центра (Иглино): 21 км,
- ближайшей ж/д станции (Иглино): 21 км,
- Уфы: 49 км,
- Аши: 78 км.

## Население
| 2002 | 2009 | 2010 |
| ---- | ---- | ---- |
| 689  | ↗795 | ↘714 |

### Национальный состав
Согласно переписи 2002 года, преобладающие национальности — белорусы (43 %), русские (33 %).

## Известные уроженцы
- Шишков, Михаил Фёдорович (1921—2015) — советский военачальник, генерал-майор, Герой Советского Союза.